# 948
| 948                |
| ------------------ |
| Dødsfald - Fødsler |
|                    |

| Gregoriansk kalender | 948 CMXLVIII            |
| Ab urbe condita      | 1701                    |
| Armensk kalender     | 397 ԹՎ ՅՂԷ              |
| Kinesiske kalender   | 3644 – 3645 丁未 – 戊申 |
| Etiopisk kalender    | 940 – 941               |
| Jødisk kalender      | 4708 – 4709             |
| Hindukalendere       |                         |
| - Vikram Samvat      | 1003 – 1004             |
| - Shaka Samvat       | 870 – 871               |
| - Kali Yuga          | 4049 – 4050             |
| Iransk kalender      | 326 – 327               |
| Islamisk kalender    | 336 – 337               |

Se også 948 (tal)